# Paratrechina birmana
Paratrechina birmana är en myrart som först beskrevs av Auguste-Henri Forel 1902.  Paratrechina birmana ingår i släktet Paratrechina och familjen myror.

## Underarter
Arten delas in i följande underarter:
- P. b. birmana
- P. b. hodgsoni